# Moravskoslezské Beskydy
Moravskoslezské Beskydy (slovensky Moravsko-sliezske Beskydy; polsky Beskid Morawsko-Śląski), v českém úzu běžně jen Beskydy, jsou geomorfologický celek a pohoří rozkládající se v téměř nejvýchodnější části České republiky u hranic se Slovenskem (malý přesah do okresu Čadca). Téměř celé jejich území pokrývá CHKO Beskydy o rozloze 1160 km², která nicméně zasahuje i do Hostýnsko-vsetínské hornatiny a Javorníků.

## Geografie
Geomorfologický celek se rozkládá mezi Valašským Meziříčím a Jablunkovem, převážně v okrese Frýdek-Místek. V laickém pojetí se do Beskyd často počítá i hornatina kolem Vsetína, což zhruba odpovídá rozsahu nadřazené jednotky Západní Beskydy.
Západní Beskydy jsou součástí tzv. Vnějších Západních Karpat, které jsou součástí složitého systému pohoří, zasahujících např. přes slovenské Tatry až do Rumunska. Od Slezských Beskyd je pohoří odděleno Jablunkovským průsmykem a Jablunkovskou brázdou. Kompletní geomorfologické členění české části hor uvádí následující tabulka:

## Vrcholy

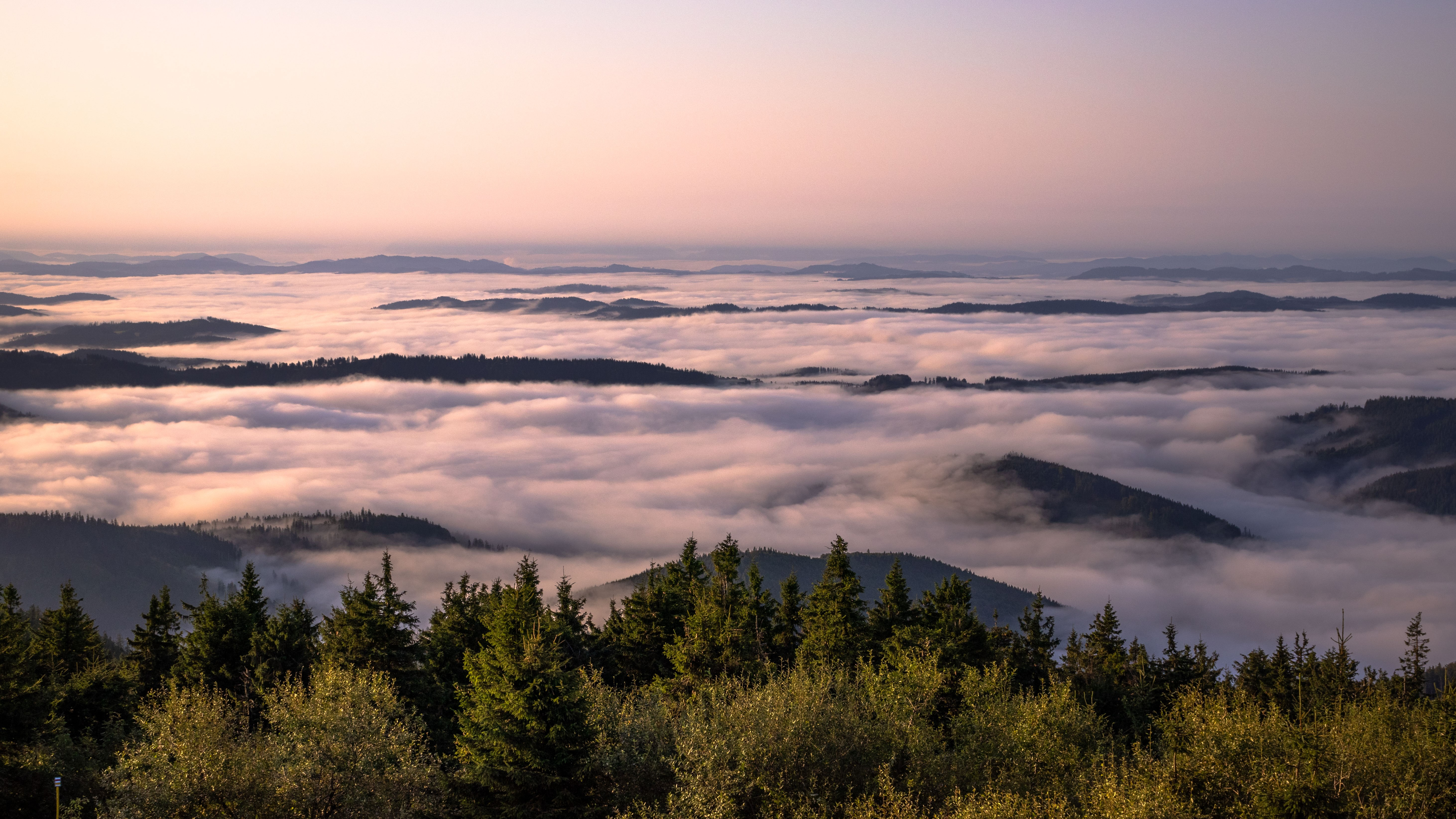
Pohled na ranní Moravskoslezské beskydy z Lysé hory, teplotní inverze

Nejvyšším vrcholem je Lysá hora, jejíž výška činí 1324 m n. m. Dalšími vysokými nebo známými horami jsou Smrk, Kněhyně, Travný, Radhošť a Javorový. Celkem je v Beskydech 33 tisícovek.
Hlavní hřebeny Moravskoslezských Beskyd jsou odděleny velmi hlubokými údolími a díky tomu má řada hor velmi vysokou prominenci (převýšení od sedla). Hned 4 vrcholy mají prominenci kolem 500 m a víc (Lysá hora, Smrk, Travný a Kněhyně) a dalších 18 vrcholů má prominenci nad 100 m (tisícovky Ropice, Velký Polom, Slavíč, Ostrý, Malý Polom a Radhošť, z netisícovek např. Velký Javorník nebo Kozubová).

## Podnebí
Beskydy leží na pomezí oceánského a kontinentálního klimatu. Díky oceánským vzdušným masám jsou zde mírné zimy a chladnější léta.

### Srážky
Spadne zde velké množství srážek. Roční úhrn srážek se drží nad 750 mm. Lysá hora s ročním průměrem 1459,2 mm/rok (rekord 2254,7 mm) patří k nejdeštivějším místům v ČR.

### Teplota
Průměrná teplota je na Lysé hoře v červenci 11,8 °C (v údolích 18 °C) a v lednu -6,1 °C (v údolích -3 °C). Často se zde objevují zimní teplotní inverze, způsobené těžším chladným vzduchem v údolích a lehčím teplejším vzduchem na hřebenech. V údolí tak bývá často zataženo, zatímco na vrcholcích svítí Slunce.

### Vítr
Vítr je ve vyšších vrstvách atmosféry většinou západní, v dolnějších vrstvách je směr ovlivňován tvarem terénu.

### Sněhové podmínky
Podle údajů meteorologické stanice na Lysé hoře je průměrná výška maximální sněhové pokrývky 196 cm. Nejvíce sněhu bylo na Lysé hoře v zimě 1910/11, a to 491 cm. V masivu Moravskoslezských Beskyd jsou občas zaznamenány i laviny, např. 25.1.2006 se na severozápadním svahu Smrku utrhla lavina, ve které dokonce zemřel lyžař.